# Cratere Ravi
Ravi è un cratere lunare di 1,62 km situato nella parte sud-occidentale della faccia visibile della Luna.